# Circulación pulmonar

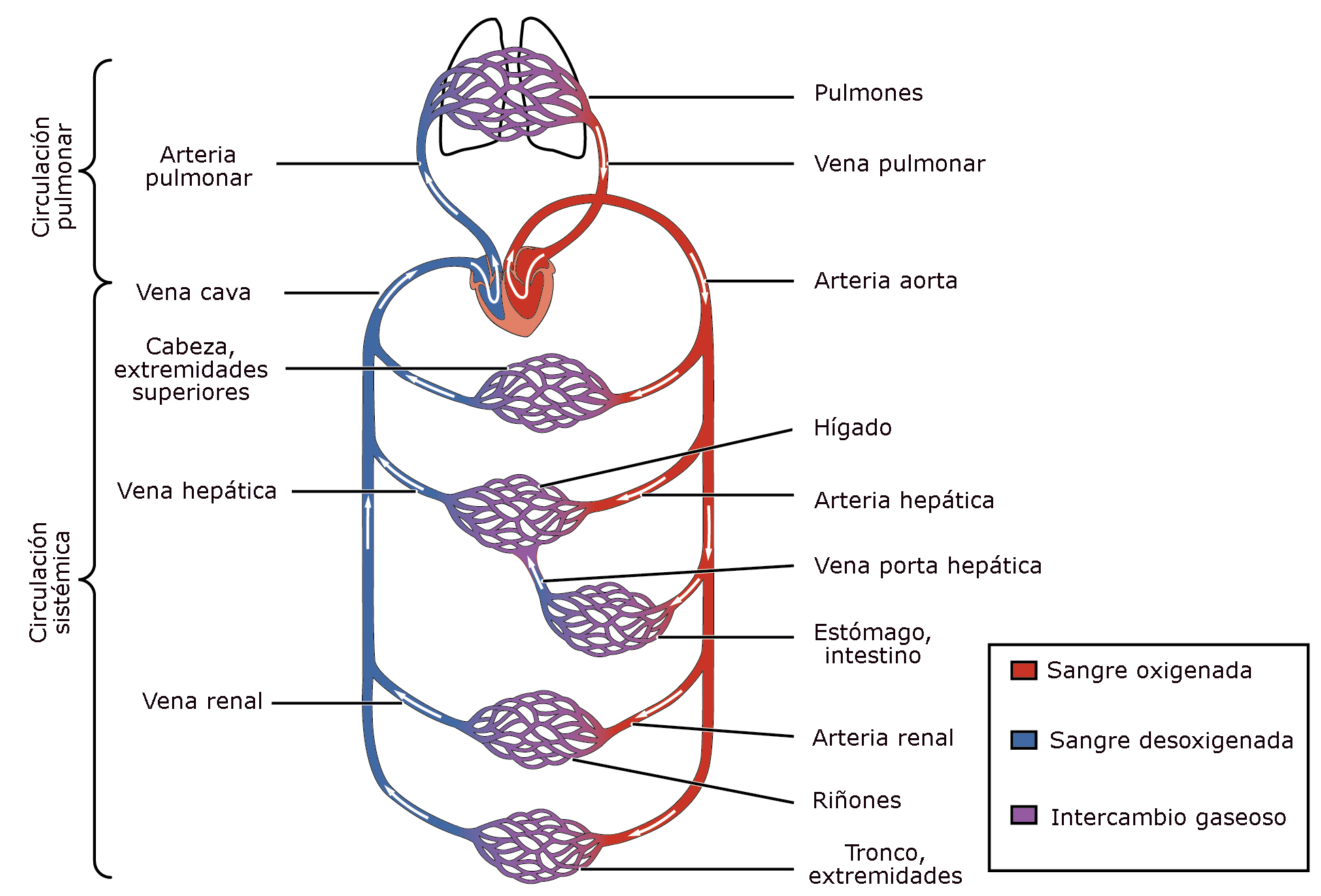
Circulación pulmonar y sistémica en el hombre.

La circulación pulmonar o circulación menor es la que transporta la sangre no oxigenada desde el ventrículo derecho hacia la arteria pulmonar y  la distribuye en los vasos capilares de los alvéolos pulmonares. donde se oxigena y emprende el camino de vuelta a través de las venas pulmonares hasta alcanzar la aurícula izquierda del corazón, completando el circuito. La función de la circulación pulmonar es asegurar la oxigenación sanguínea por la hematosis pulmonar. La circulación pulmonar más la circulación sistémica forman el sistema circulatorio. 

## Fisiología
En la circulación pulmonar, la sangre desoxigenada proveniente de los tejidos sale del corazón derecho por la arteria pulmonar, y llega a los pulmones donde tiene lugar la difusión del oxígeno desde los alvéolos hacia la sangre, y la difusión del dióxido de carbono en la dirección opuesta. La sangre así oxigenada sale de los pulmones por las venas pulmonares, que la llevan de regreso al corazón izquierdo, completando el ciclo. La sangre es luego distribuida por todo el cuerpo a través de la circulación sistémica antes de regresar de nuevo a la circulación pulmonar.

### Corazón
Es el órgano central de la circulación de la sangre. En el hombre tiene cuatro cámaras, dos aurículas y dos ventrículos. La circulación pulmonar se inicia en el ventrículo derecho.

### Arteria pulmonar
Desde el ventrículo derecho, la sangre atraviesa  la válvula semilunar y llega a la arteria pulmonar que se divide en ramas cada vez más pequeñas hasta alcanzar los alveolos pulmonares, donde la sangre se oxigena. Por lo tanto la arteria pulmonar transporta sangre no oxigenada, a diferencia de lo que ocurre con las arterias de la circulación sistémica.

### Pulmones

Las arteria pulmonar se divide en ramas cada vez más pequeñas que llevan la sangre hasta los vasos capilares situados en los alveolos pulmonares, lugar donde se realiza el intercambio gaseoso y se oxigena la sangre.

### Venas pulmonares
La sangre ya oxigenada sale de los pulmones a través de las venas pulmonares que desembocan en la aurícula izquierda, completando así el circuito de la circulación pulmonar.

### Circulación sistémica
En la circulación mayor o sistémica, la sangre ya oxigenada es bombeada desde la aurícula izquierda, al ventrículo izquierdo que la impulsa a través de la arteria aorta hacia todo el cuerpo. Luego de oxigenar todos los órganos y tejidos, regresa a la aurícula derecha del corazón a través de la vena cava inferior y la vena cava superior, completando el circuito sistémico y dando de nuevo inicio a la circulación pulmonar.

## Historia

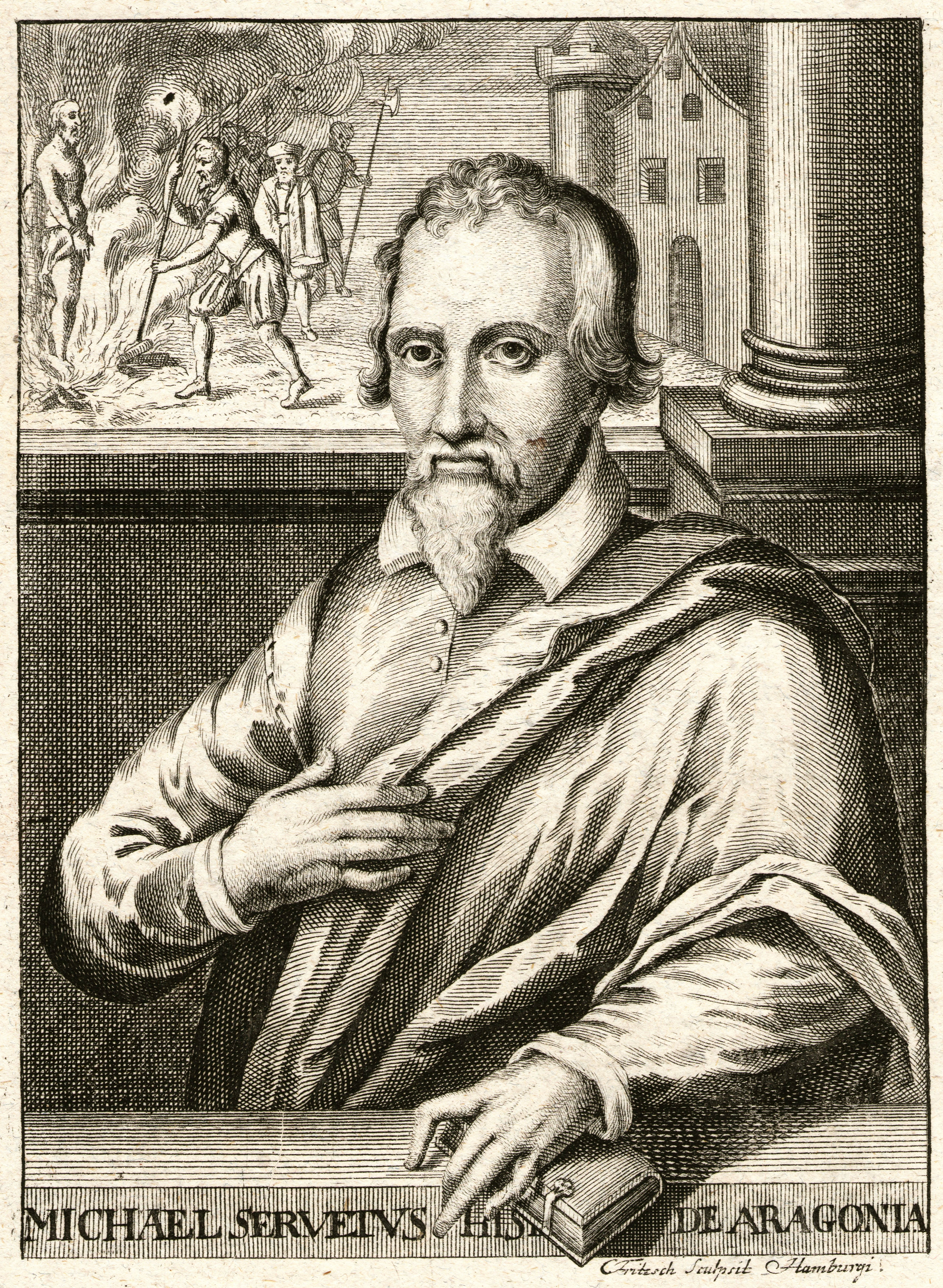
Miguel Servet

La circulación pulmonar fue descrita por primera vez por Ibn al-Nafis en 1242, en su obra titulada Comentario sobre Anatomía en el Canon de Avicenna, por lo que es considerado el padre de la fisiología de la circulación sanguínea. Tres siglos después Miguel Servet escribió sobre la materia en Christianismi restitutio (1553). Por haber sido una obra de teología condenada por la mayoría de las facciones cristianas de la época, el descubrimiento permaneció en la oscuridad hasta las disecciones de William Harvey en 1616.

## Circulación fetal
Durante la vida fetal, la circulación pulmonar está muy disminuida y representa únicamente el 7% del gasto cardíaco total, ya que los alveolos pulmonares están colapsados y la resistencia pulmonar es muy alta, lo que dificulta el flujo sanguíneo a los pulmones. En el período fetal la sangre pasa directamente de la aurícula derecha a la aurícula izquierda a través del foramen oval, y de la arteria pulmonar a la arteria aorta a través del conducto arterioso. En el momento del nacimiento, los pulmones se expanden y oxigenan, la resistencia vascular pulmonar desciende bruscamente, el conducto arterioso y el foramen oval se cierran funcionalmente en las primeras 24 horas de vida extrauterina, y la sangre comienza a fluir desde el ventrículo derecho hasta la arteria pulmonar y los pulmones.
En el corazón adulto persiste una depresión llamada fosa oval en el lugar ocupaba el foramen oval. Entre un 10 y un 25% de la población adulta presenta un  foramen oval permeable con potencial comunicación entre las dos aurículas.